# Comité pour le développement des sciences en Pologne
Le Comité pour le développement des sciences en Pologne (Komitet na Rzecz Rozwoju Nauk w Polsce) est un réseau de scientifiques qui s'organisent pour essayer de participer dans la prise de décisions concernant la façon d'organiser et de financer la recherche en Pologne. Il s'est notamment concerné en 2006 d'une proposition gouvernementale d'enlever un droit de réduction d'impôts des scientifiques et artistes qui récompense l'aspect créatif et peu lucratif de leurs activités créatives,.